# Hingyon
Hingyon is een gemeente in de Filipijnse provincie Ifugao op het eiland Luzon. Bij de laatste census in 2007 had de gemeente ruim 10 duizend inwoners.

## Geografie

### Bestuurlijke indeling
Hingyon is onderverdeeld in de volgende 12 barangays:
| - Anao - Bangtinon - Bitu - Cababuyan - Mompolia - Namulditan | - Northern Cababuyan - O-ong - Piwong - Poblacion - Ubuag - Umalbong |

## Demografie
Hingyon had bij de census van 2007 een inwoneraantal van 10.071 mensen. Dit zijn 302 mensen (3,1%) meer dan bij de vorige census van 2000. De gemiddelde jaarlijkse groei komt daarmee uit op 0,42%, hetgeen lager is dan het landelijk jaarlijks gemiddelde over deze periode (2,04%). Vergeleken met de census van 1995 is het aantal mensen met 347 (3,6%) toegenomen.

De bevolkingsdichtheid van Hingyon was ten tijde van de laatste census, met 10.071 inwoners op 62,02 km², 162,4 mensen per km².